# John Greig
John Greig (MBE) (født 11. september 1942 i Edinburgh, Skotland) er en tidligere skotsk fodboldspiller og -træner, der tilbragte hele sin aktive karriere, fra 1961 til 1978, som forsvarsspiller hos Rangers F.C. Her var han med til at vinde fem skotske mesterskaber, og var også anfører for holdet da det vandt Pokalvindernes Europa Cup i 1972. Han blev kåret til Årets fodboldspiller i Skotland i 1966.
I 1999 blev Greig af klubbens fans kåret til den bedste spiller nogensinde i Rangers' historie og i 2004 blev han optaget i Scottish Football Hall of Fame.

## Landshold
Greig spillede desuden, mellem 1964 og 1971, 44 kampe og scorede tre mål for det skotske landshold, som han debuterede for i et opgør mod England.

## Træner
Efter sit karrierestop var Greig, mellem 1978 og 1983, desuden manager for Rangers. Han kunne ikke føre holdet til noget skotsk mesterskab, men to gange under hans ledelse vandt holdet FA Cuppen.

## Titler

### Titler som spiller
Skotsk Premier League
- 1963, 1964, 1975, 1976 og 1978 med Rangers F.C.

Skotsk FA Cup
- 1963, 1964, 1966, 1973, 1976 og 1978 med Rangers F.C.

Skotsk Liga Cup
- 1964, 1966, 1976 og 1978 med Rangers F.C.

Pokalvindernes Europa Cup
- 1972 med Rangers F.C.

### Titler som træner
Skotsk FA Cup
- 1979 og 1981 med Rangers F.C.

Skotsk Liga Cup
- 1979 og 1982 med Rangers F.C.